# Kołysanki
Kołysanki – piąty album studyjny polskiego zespołu Lux Occulta. Wydawnictwo ukazało się 13 marca 2014 roku nakładem wytwórni muzycznej Trzecie Ucho. Nagrania poprzedził wydany 30 lipca 2013 roku singel w formie digital download pt. "Dymy".

## Lista utworów
Opracowano na podstawie materiału źródłowego.
| Nr | Tytuł utworu                    | Słowa              | Muzyka                                      | Długość |
| -- | ------------------------------- | ------------------ | ------------------------------------------- | ------- |
| 1. | „Dymy”                          | Jarosław Szubrycht | Jerzy Głód                                  | 07:55   |
| 2. | „Samuel wraca do domu”          | Jarosław Szubrycht | Jerzy Głód                                  | 06:29   |
| 3. | „Mieczów siedem”                | Jarosław Szubrycht | Jerzy Głód                                  | 05:34   |
| 4. | „Serca tu mają tylko dzwony”    | Jarosław Szubrycht | Jerzy Głód                                  | 04:56   |
| 5. | „Sen jest lżejszy od powietrza” | Jarosław Szubrycht | Jerzy Głód                                  | 05:38   |
| 6. | „Karawanem fiat”                | Jarosław Szubrycht | Jerzy Głód, Grzegorz Kapłon, Piotr Szczurek | 08:27   |
| 7. | „Bieluń i chryzantemy”          | Jarosław Szubrycht | Jerzy Głód                                  | 07:18   |
| 8. | „Bądź miłościw”                 | Jarosław Szubrycht | Jerzy Głód                                  | 07:50   |
|    |                                 |                    |                                             | 54:07   |

## Twórcy
Opracowano na podstawie materiału źródłowego.
| - Maciej Tomczyk - gitara elektryczna, gitara akustyczna - Wacław Kiełtyka - gitara elektryczna, akordeon - Jerzy Głód - instrumenty klawiszowe, śpiew, miksowanie - Jarosław Szubrycht - śpiew - Marek Tomczyk - gitara klasyczna, miksowanie, mastering - Tomasz Grochot - cajón - Władysław Grochot - trąbka |  | - Wojciech Krzak - skrzypce - Łukasz Madej - kontrabas - Catherine Fornal - śpiew - Julie Cazalas - śpiew - Julia Doszna - śpiew - Ela Biryło - okładka - Łukasz Jaszak - dizajn |